# Lithocarpus obovatilimbus
Lithocarpus obovatilimbus Chun – gatunek roślin z rodziny bukowatych (Fagaceae Dumort.). Występuje naturalnie w południowych Chinach – na wyspie Hajnan. 

## Morfologia
PokrójZimozielone drzewo dorastające do 15 m wysokości.
LiścieBlaszka liściowa jest nieco skórzasta i ma odwrotnie jajowaty, eliptyczny lub lancetowaty kształt. Mierzy 4–8 cm długości oraz 1,5–2,5 cm szerokości, jest całobrzega, ma klinową nasadę i tępy lub ostry wierzchołek. Ogonek liściowy jest nagi i ma 3–10 mm długości.
OwoceOrzechy o kształcie od elipsoidalnego do stożkowatego, dorastają do 10–15 mm długości i 8–14 mm średnicy. Osadzone są pojedynczo w miseczkach w kształcie kubka, które mierzą 4–7 mm długości i 8–14 mm średnicy. Orzechy otulone są w miseczkach do 25–50% ich długości.

## Biologia i ekologia
Rośnie w wiecznie zielonych lasach. Występuje na wysokości od 800 do 1100 m n.p.m. Owoce dojrzewają od października do listopada.